# Hydrelia controversa
Hydrelia controversa là một loài bướm đêm trong họ Geometridae.